# Robyn Ebbern

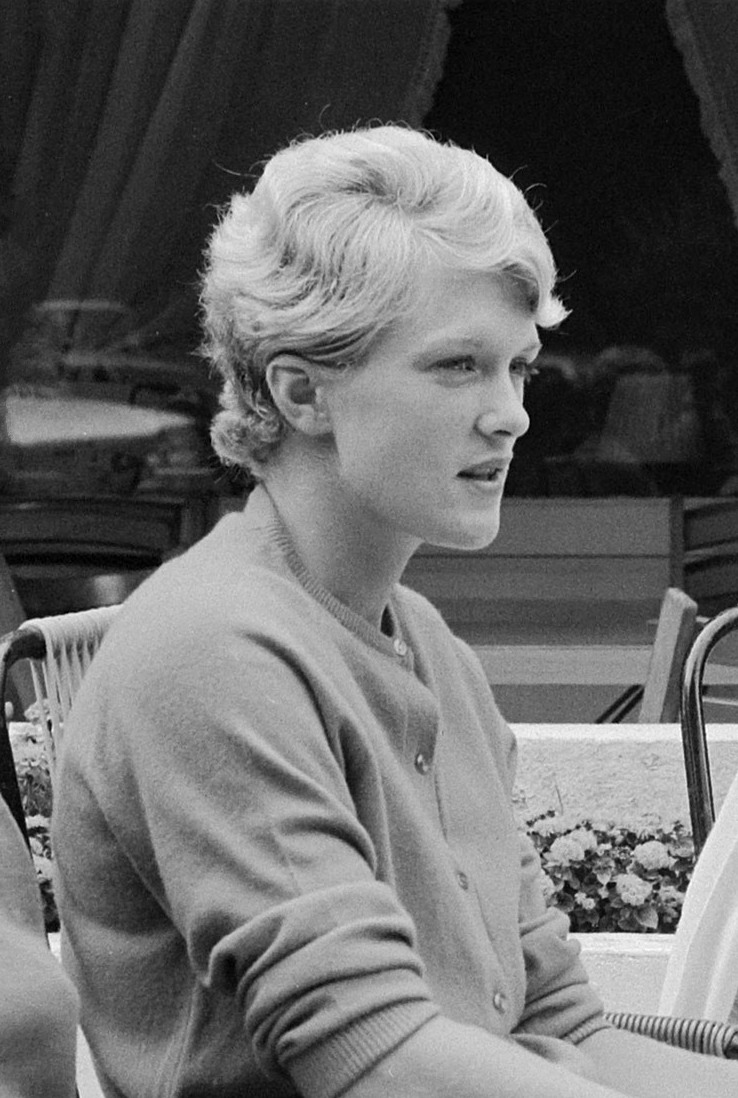
Robyn Ebbern, 1964

Robyn Ebbern-Vincenzi (* 2. Juli 1944 in Brisbane) ist eine ehemalige australische Tennisspielerin.

## Karriere
Robyn Ebbern gewann mit ihrer Landsfrau Margaret Smith zwei Konkurrenzen bei den australischen Tennismeisterschaften (Vorläufer der Australian Open) im Damendoppel und einen Titel bei den US-amerikanischen Meisterschaften (heute: US Open). In Australien siegte sie in den Jahren 1962 und 1963 und in den Vereinigten Staaten 1963.
1964 trat sie in der Begegnung gegen Dänemark zusammen mit Margaret Smith Court für die australische Fed-Cup-Mannschaft im Doppel an, das die beiden mit 6:0 und 6:1 gewannen.